# 전식 초상
전식 초상(全湜 肖像)은 충청북도 옥천군 동이면 금암리에 있는, 조선 중기의 문신인 사서공 전식(1563∼1642) 선생의 초상화이다. 1992년 10월 23일 충청북도의 유형문화재 제171호로 지정되었다.

## 개요
조선 중기의 문신인 사서공 전식(1563∼1642) 선생의 초상화이다.
전식은 선조 22년(1589) 사마시에 합격하고, 임진왜란 때에 의병을 모아 왜적을 토벌하여 많은 공을 세웠다. 선조 36년(1603) 문과에 급제하여 전적·예조좌랑을 거쳐 울산판관과 전라도도사를 지내었다. 병자호란 때에도 의병을 일으켜 공을 세웠으며, 이후 대사간·대사헌 등 여러 벼슬에 올랐다.
선생의 초상화는 모시바탕에 그려 비단으로 배접한 가로 92cm, 세로 136cm 크기의 족자로, 오른쪽을 바라보며 의자에 앉은 전신상이다. 관모를 쓰고 문관의 제복을 입었으며 두 손은 소매 안에서 마주잡고 있다. 원래는 모시바탕에 먹만 칠하였는데 후에 다시 색을 입히고 얼굴과 가슴부분에 색을 더하였다. 가슴부위에는 연꽃과 부엉이를 수놓았는데 당시의 자수풍을 알 수 있는 중요한 자료이다.
비록 그림의 상태는 많이 손상되었지만 19세기 초의 전형적인 초상화로서 매우 가치있는 작품이다.

## 같이 보기
- 전식

## 참고 자료
- 전식 초상 - 국가유산청 국가유산포털